# Modell (UML)

Beispiel für ein Modell mit zwei Teilmodellen

Ein Modell (engl. model) ist ein Element in der Unified Modeling Language (UML), einer Modellierungssprache für Software und andere Systeme.
Ein Modell hält eine bestimmte Sicht auf das modellierte System fest. Es umfasst alle Modellelemente, die dazu nötig sind, das heißt alle Modellelemente für die Beschreibung der Struktur und des Verhaltens des Systems, soweit der Zweck des Modells dies erfordert. Oft müssen für die Modellierung eines Systems nicht nur Modellelemente innerhalb, sondern auch Elemente außerhalb der Systemgrenze, zum Beispiel Akteure, berücksichtigt werden. Auch diese Elemente aus der Umgebung des modellierten Systems können zu einem Modell gehören.

## Notation
Die Notation für ein Modell entspricht weitgehend der Notation für ein Paket. Zur Unterscheidung markiert man ein Modell mit dem Schlüsselwort model oder dekoriert es mit einem kleinen Dreieck in der rechten oberen Ecke.